# يفجيني أجريست
يفجيني أجريست Evgeny Agrest لاعب شطرنج سويدي من أصل روسي.
- ولد في 15 أغسطس 1966 في مدينة فيتيبسك.
- يحمل لقب أستاذ كبير في الشطرنج.
- في عام 1994 حصل على درجة علمية في علم الاقتصاد، وهاجر في نفس العام إلى السويد.
- توج بطلا للسويد أربع مرات أعوام 1998، 2001، 2003، 2004.
- لعب بعلم السويد في أولمبياد الشطرنج أعوام 1998، 2000، 2002، 2004، 2006، 2008، 2010، 2014.
- عمل مدربا للاعب الشطرنج نيلز جراندليوس منذ عام 2013.
- تزوج سفيتلانا أجريست (لقب ميلادها لينك) التي تحمل لقب أستاذ دولي.
- ألف كتبا منها: آمن افتتاح جرونفيلد عام 2011.

## وصلات خارجية
- يفجيني أجريست على موقع الاتحاد الدولي للشطرنج (الإنجليزية)
- يفجيني أجريست على موقع مباريات الشطرنج (الإنجليزية)
- يفجيني أجريست على موقع 365Chess.com (الإنجليزية)
- يفجيني أجريست على موقع Chesstempo.com (الإنجليزية)
- يفجيني أجريست سجل أولمبياد الشطرنج على موقع OlimpBase.org (الإنجليزية)